# Detsinyi Lipót
Detsinyi Lipót, olykor Detsínyi, született Deutsch (Gyömöre, 1818 – Budapest, 1883. november 11.) orvos

## Élete
1847-ben orvosdoktorrá avatták a Pesti Egyetemen, ekkor Deutsch családi nevét Detsinyire változtatta; 1848–1849-ben a komáromi honvédkórház igazgató főorvosa volt. Az 1850-es években mint perkátai uradalmi orvos működött, azután a fővárosban volt gyakorló orvos, a királyi orvos-egylet tagja és az Koronás Arany Érdemkereszt tulajdonosa.

## Munkái
- Mózes törvényhozási éptan s a későbbi héberek gyógytudományának rövid vázlata. Orvostudori értekezés. Buda, 1847,
- Orvosi cikkeket irt a Zeitschrift für Natur und Heilkundeba (1851), * Orvosi Hetilapba s a M. Orvosok és Természettudósok munkálataiba (IX. 1863. Néhány női betegség, melyek házasságnélküli magtalanságra okul szolgálnak.)